# Goliat (personaje bíblico)
Goliat (hebreo:גלית Golyāṯ, árabe: جُليات Ǧulyāt, griego: Γολιάθ Goliáth) es un personaje bíblico que aparece mencionado en los libros de Samuel y Crónicas.
En 1 Samuel se describe a Goliat como un gigante guerrero filisteo derrotado por el joven David con una honda en combate individual, mientras que en 2 Samuel 21:19 se acredita a Elhanan la muerte de Goliat con una lanza cuya asta era tan grande como el rodillo de un telar. Algunas versiones bíblicas traducen "matar" (יך YK) como "herir" y "Goliat" como "hermano de Goliat". Se han dado varias teorías para sincronizar los relatos. 
La frase "David contra Goliat" ha adquirido un significado muy popular, denotando una situación en desequilibrio, una competencia en la que un oponente más pequeño y más débil se enfrenta a un adversario mucho más grande y más fuerte.

## Antroponimia
Con la excepción del versículo 4 donde se menciona a Goliat por su nombre, Goliat se menciona en el capítulo 17 solo en referencia a su origen: el filisteo. El origen de Goliat es la ciudad filistea de Gat. El apodo "el filisteo" implica el punto de vista israelita. 
El nombre Goliat es probablemente de origen filisteo. Una inscripción en un fragmento de cerámica descubierto en el sitio de Tell es-Safi, fechado de manera confiable entre los siglos X y mediados del IX a. C., está inscrito con los dos nombres ʾLWT y WLT. Si bien los nombres no están directamente relacionados con el Goliat bíblico (גלית, GLYT), están relacionados etimológicamente y demuestran que el nombre encaja con el contexto de la cultura filistea de finales del siglo X / principios del IX a. C. El nombre "Goliat" en sí mismo no es semítico y se ha relacionado con el del rey lidio Aliates, que también encaja en el contexto filisteo de la historia bíblica de Goliat.
Un nombre similar, Uliat, también está atestiguado en inscripciones carias. Aren Maeir, director de la excavación, comenta: "Aquí tenemos muy buena evidencia [de que] el nombre Goliat que aparece en la Biblia en el contexto de la historia de David y Goliat... no es una creación literaria posterior".

## Narrativa bíblica

### En 1 de Samuel
Goliat, de acuerdo con la narración bíblica, fue un gigante de la ciudad de Gat y paladín del ejército filisteo, que durante cuarenta días asedió a los ejércitos del Reino de Israel. En dicha historia, fue derrotado y herido por David con una honda y una piedra (1º Samuel 17:4-23; 21:9), y fue decapitado con su propia espada. Era uno de los Refaím, y puede que haya sido un soldado mercenario del ejército filisteo (1Cr 20:5, 8).
No mucho tiempo después de que Samuel ungiera a David, y una vez que el Espíritu de Yahveh había dejado al rey Saúl (1ª Samuel 16:13, 14), los filisteos se reunieron para guerrear contra Israel en Socoh y acamparon en Efes-damim. Cuando las líneas de batalla de los filisteos y el ejército de Saúl se encontraron de frente a cada lado del valle, el gigantesco guerrero Goliat salió del campamento filisteo y en voz alta desafió a Israel para que presentara a un hombre que luchase con él en un combate cuerpo a cuerpo, cuyo resultado determinaría qué ejército llegaría a ser siervo del otro. Durante cuarenta días, Goliat desafió al aterrorizado ejército de Israel cada mañana y cada atardecer. No obstante, ningún soldado israelita tuvo suficiente valor como para aceptar semejante reto (1ª Samuel 17:1-11, 16).
Al desafiar a los ejércitos de Yahveh, Goliat abre un nuevo capítulo en la historia de Israel. Un pequeño pastor llamado David, de la tribu de Judá, quien era pródigo en talentos y buen semblante, y sobre quien estaba el espíritu de Yahveh, hizo frente a su reto.
Goliat, precedido por su escudero, avanzó, invocando por sus dioses el mal contra David. A esto, David respondió: «Tú vienes a mí con una espada y con una lanza y con una jabalina, pero yo voy a ti con el nombre de Yahveh de los ejércitos, el Dios de las líneas de batalla de Israel, a quien tú has desafiado con escarnio» (1Sam.17:45). Cuando David le lanzó una piedra con su honda, esta se le hundió en la frente y Goliat cayó a tierra.
Acto seguido, David se plantó sobre Goliat y con la espada del gigante le cortó la cabeza. A esto siguió una notable derrota y una gran matanza de filisteos (1º. Samuel 17:26, 41-53).

"...Entonces David tomó la cabeza del filisteo y la trajo a Jerusalén, y puso las armas de él en su tienda (1º. Samuel 17:54).

Parece ser que más adelante David dejó la espada de Goliat en el santuario, como lo indica el que se la diera el sacerdote Ahimelec cuando huía de Saúl (1º. Samuel 21:8, 9).

### En 2 de Samuel
En 2 Samuel 21:19 se cuenta cómo Goliat el geteo fue asesinado por "Elhanan, hijo de Jaare-oregim de Belén". En 1 Crónicas 20:5, un texto del siglo IV a. C., se explica la aparición de este segundo Goliat diciendo que Elhanan "mató a Lahmi, el hermano de Goliat", quizás construyendo el nombre Lahmi a partir de la última parte de la palabra "Betlemita" ("beit-ha'lahmi"). 

## Sincronización de Textos
Los Libros de Samuel, junto con los libros de Josué, Jueces y Reyes, forman una historia unificada de Israel que los eruditos bíblicos llaman Historia Deuteronomista. La primera edición probablemente se escribió en la corte del rey Josías de Judá (finales del siglo VII a. C.) y una segunda edición revisada durante el exilio en Babilonia (siglo VI a. C.), con revisiones adicionales en el período posterior al exilio. Se pueden ver rastros de esto en las putativas contradicciones dentro de la historia de Goliat.

### Muerte de Goliat
1 de Samuel atribuye la muerte de Goliat a David, y menciona dos veces su asesinato. 1 Samuel 17:50 dice: lo mató con honda y piedra, mas no había espada en la mano de David e inmediatamente el versículo siguiente (1 Samuel 17:51) dice: David corrió y se puso sobre el filisteo, tomó su espada, la sacó de la vaina y lo mató, cortándole la cabeza Traducciones bíblicas suelen traducir (ימיתהו Yamytaw) en 17:50 como herir de muerte o matar, mientras en 17:51 como matar o rematar.Cabe resaltar que la espada de Goliat fue tomada por David, el cual la uso para cortarle la cabeza.
El erudito del Antiguo Testamento, Robert Chisholm, ofrece la siguiente explicación: En el versículo 50 el verbo matar (מות mut) se coloca una forma  hiphil (causativa) mientras que en el versículo 51 se usa una forma polel (sentido técnico).
David luego lleva la cabeza a Jerusalén; por otra parte, el mismo texto indica que en aquel momento Jerusalén era una fortaleza de los jebuseos, lo que sugiere que David había realizado una acción simbólica destinada a intimidar a los jebuseos.
En 2 de Samuel se atribuye la muerte de Goliat a Elhanan. Y 1 Crónicas 20:5 dice; Volvió a levantarse guerra contra los filisteos; y Elhanán hijo de Jair mató a Lahmi, hermano de Goliat.
La perspectiva de los eruditos afines al campo de la crítica bíblica considera que el asesino original de Goliat fue Elhanán y que los autores de la historia deuteronomista cambiaron el texto para acreditar la victoria al más significativo personaje de David, mientras que el relato de 1 Crónicas sería simplemente un intento de armonización posterior; por su parte, algunos eruditos cristianos han explicado esta contradicción sugiriendo que el texto original de 2 Samuel se habría corrompido por errata de algún copista posterior en este punto.
Según el profesor de estudios judíos de la Fundación Covenant en la Universidad de Georgia, Baruch Halpern, 1 Crónicas 20:5 del siglo IV a. C. explica el segundo Goliat diciendo que Elhanan "mató a Lahmi, el hermano de Goliat", construyendo el nombre Lahmi a partir de la última parte de la palabra "Betlemita" ("beyt- ha'lahmi" persona de Belén).
Los autores del Tárgum de Jonathan, en la Edad Media, dieron como solución interpretar "Elhanan" como un nombre alternativo de David; sin embargo, este reemplazo no tiene sentido en el contexto global de la narración, al llamar a David de una manera distinta en este único versículo.

### Estatura de Goliat
Existe una discrepancia textual con respecto a la estatura de Goliat. Los manuscritos más antiguos, éstos son, los Rollos del Mar Muerto de Samuel de finales del siglo I a. C., el historiador Josefo del siglo I d. C. y los principales manuscritos de la Septuaginta, lo dan como "cuatro codos y un palmo" (2,06 metros), mientras que el Texto Masorético tiene "seis codos y un palmo" (2,97 metros). Muchos eruditos han sugerido que el número más pequeño creció en el curso de la transmisión (solo unos pocos han sugerido lo contrario, que se redujo un número mayor original), posiblemente cuando el ojo de un escriba se fijó en el número seis en la línea 17:7.

## Goliat y los griegos
La armadura descrita en 1 de Samuel parece típica armadura griega del siglo VI a. C. y no filistea en el siglo X a. C.; fórmulas narrativas como el arreglo de la batalla por combate singular entre campeones se ha considerado característica de las epopeyas homéricas (la Ilíada) más que del antiguo Cercano Oriente. La designación de Goliat como איש הביניים, "hombre del medio" (una dificultad de larga data en la traducción de 1 Samuel 17) parece ser un préstamo del griego "hombre del metaikhmion (μεταίχμιον)", es decir, el espacio entre dos campos opuestos del ejército donde se llevaría a cabo el combate de campeones. El erudito Jeffrey Zorn argumenta que la descripción en Samuel sí es un reflejo fidedigno de los armamentos filisteos de la época de David.

### En la Ilíada
Una historia similar a la de David y Goliat aparece en la Ilíada, escrita alrededor del 760-710 a. C. donde el joven Néstor lucha y conquista al gigante Ereuthalion (Ἐρευθαλίων). Sin embargo, otros eruditos han cuestionado la exactitud de los paralelismos entre ambos textos, argumentando además la improbabilidad de que los escritores bíblicos hubieran podido conocer la Ilíada.
Cada gigante empuña un arma distintiva: un garrote de hierro en el caso de Ereuthalion, una enorme lanza de bronce en el de Goliat; cada gigante, vestido con una armadura, sale de la formación masiva del enemigo para desafiar a todos los guerreros del ejército contrario; en cada caso, los guerreros experimentados tienen miedo, y el desafío lo acepta el más joven de su familia (Néstor es el duodécimo hijo de Neleus, David el séptimo u octavo hijo de Jesé). En cada caso, una figura experimentada (el propio padre de Néstor, el rey de David, Saúl) le dice al contrincante del gigante que es demasiado joven e inexperto, pero en cada caso el joven héroe recibe ayuda divina y mata al gigante. En cada caso el joven se lleva algo del gigante como trofeo, Néstor toma el carro de su enemigo, mientras que David toma la espada. El ejército enemigo entonces huye, los vencedores los persiguen y los matan y regresan con sus cuerpos, y el niño-héroe es aclamado por la gente.